# Ilaix Moriba
Moriba Kourouma Kourouma (Conakry, 2003. január 19. –) közismert nevén Ilaix Moriba, libériai–guineai származású labdarúgó, a Celta Vigo játékosa, és a Guinea válogatott tagja.
Tehetsége és kreativitása miatt sokan a francia Paul Pogbahoz hasonlítják.

## Pályafutása

### Korai évei
Guinea fővárosában született Conakry-ben. 2010-ben csatlakozott az RCD Espanyol ifjúsági csapatától az FC Barcelona együtteséhez, mindössze hét esztendősen.
Az U9/C csapattól kezdve gyorsan feljutott az U10/A-ba. Mindig korosztálya előtt játszott. Összesen 7 utánpótlás csapattal volt bajnok, valamint megnyerte a LaLiga Promises International tornát 2015-ben Miami-ban.
A 2018/19-es szezont a Barcelona Juvenil B-ben kezdte, majd a szezon közepén átkerűlt a Juvenil A csapatában, ahol pályára lépett az UEFA Ifjúsági Liga kupasorozatába. Öt meccsen szerepelt 298 percet töltött a pályán, és egy gólt szerzett a Hertha BSC elleni nyolcaddöntőn.
2019. április 4-én hároméves szerződést kötöttek vele, 100 millió eurós záradékkal.

### FC Barcelona
2019. szeptember 7-én nevezték, majd a 66. percben debütált a B csapatban, a 2019/20-as bajnokság harmadik fordulójában az SD Ejea (0–1) idegenbeli vereséggel.
2020. március 8-án az UE Llagostera ellen jegyezte első gólját a liga 28. fordulójában. Ezzel a találattal a 3–2-s találkozón pontokat mentett a csapatnak.
2021. január 9-én nevezték először a felnőtt csapatba, a bajnokság 2020/21-es szezonjának 18. fordulójában a Granada CF ellen. Január 21-én lépett először pályára a felnőtt csapatban, az UE Cornellà idegenbeli 0–2-s spanyol kupa találkozóján.
A bajnokságban február 13-án debütált az Alavés elleni 5–1-s hazai diadalon. Az első gólnál ő adta az asszisztot, amit Francisco Trincão értékesített. Majd az 57. percben a hibájából szerzett gólt az ellenfél. Az első találatát március 6-án lőtte a CA Osasuna elleni 0–2-s bajnokin a 83. percben. Négy nappal később, azaz március 10-én mutatkozott be a Bajnokok Ligájában a PSG elleni nyolcaddöntő második mérkőzésén. Április 10-én játszotta elő El Clásico találkozóját, csereként Ronald Araújo-t váltotta a 2–1-s idegenbeli bajnokin. A hosszabbítás utolsó perceiben egy irgalmatlan nagy helyzete volt.
Egy héttel később spanyol kupagyőztes lett, miután 4–0-ra legyőzték az Athletic Bilbao csapatát, a mérkőzésen az utolsó 10 percben játéklehetőséget kapott.

### RB Leipzig
2021. augusztus 31-én jelentették be, hogy öt évre szerződtette az RB Leipzig, 16 millió euróért (valamint 6 millió euró bizonyos feltételek teljesülése esetén) és az eladási összegének 10 százaléka a Barcelonát illeti meg.
Október 2-án mutatkozott be csereként az együttesben a VfL Bochum elleni 3–0-s hazai bajnoki mérkőzésen, a 79. percben Kevin Kampl-t váltotta.
A Bajnokok Ligájában, október 20-án játszotta a csapat színeiben az első mérkőzését, a Paris Saint-Germain elleni 2–3-ra elvesztett találkozón.

### Valencia
2022. január 28-án több játéklehetőség miatt kölcsönbe került a Valencia csapatához.
Február 2-án mutatkozott be a csapatban, a Cádiz CF elleni 2–1-s győzelemmel a Copa del Rey negyeddöntő mérkőzésen. Csereként a 68. percben Thierry Correira-t váltotta. Négy nappal később debütált a csapat színeiben először a bajnokságban, a Real Sociedad elleni 0–0-s találkozón. Szeptember 1-jén újra kölcsönbe került a csapathoz.
2023. január 3-án szerezte első találatát a CF La Nucía vendégeként, a 3–0-ra nyert mérkőzés második gólját szerezte.
2023. január 3-án szerezte első találatát a CF La Nucía otthonában, a 3–0-s spnayol kupa mérkőzésen. Január 11-én pályára lépett a Supercopa-ban a Real Madrid elleni 5–4-re elvesztett találkozón, és a tizenegyespárbajban az ötödik büntetőt értékesítette.

### Getafe
2024. január 8-án a szezon hátralévő részére kölcsönbe került a spanyol Getafe csapatához.

### Celta Vigo
2024. augusztus 7-én vételi opcióval került kölcsönbe a Celta Vigo csapatához. Június 15-én érvényesítette a klub a vételi opcióját és 2029. június 30-ig szerződtette.

## Válogatott karrier

### Spanyolország
2019 márciusában Görögország U17-es válogatottja ellen mutatkozott be az utánpótlásban. 
Később a 2019-es U17-es labdarúgó-világbajnokságon is szerepelt, ahol a negyeddöntőig jutottak. Majd az U18-ban két mérkőzésen is pályára lépett.

### Guinea
2021. augusztus 21-én Moriba úgy döntött, hogy nem Spanyolországot fogja képviselni nemzetközi szinten, hanem Guinea-t. 2021. december 27-én bekerült a 2021-es afrikai nemzetek kupája 27-fős keretébe.
2022. január 3-án lépett pályára első alkalommal Guinea színeiben, a Ruanda elleni 3–0-s idegenbeli barátságos mérkőzésen.

## Magánélete
Guinai anyától és libériai apától származik. Spanyol és guineai állampolgársággal rendelkezik.

## Statisztika
2025. május 18-i állapot szerint.
| Klub                 | Szezon           | Bajnokság          | Bajnokság | Bajnokság | Kupa  | Kupa  | Nemzetközi | Nemzetközi | Egyéb | Egyéb | Összes | Összes |
| Klub                 | Szezon           | Liga               | Mérk.     | Gólok     | Mérk. | Gólok | Mérk.      | Gólok      | Mérk. | Gólok | Mérk.  | Gólok  |
| -------------------- | ---------------- | ------------------ | --------- | --------- | ----- | ----- | ---------- | ---------- | ----- | ----- | ------ | ------ |
| Barcelona B          | 2019–20          | Segunda División B | 8         | 1         | —     | —     | —          | —          | 3     | 0     | 11     | 1      |
| Barcelona B          | 2020–21          | Segunda División B | 11        | 1         | —     | —     | —          | —          | 0     | 0     | 11     | 1      |
| Barcelona B          | Összesen         | Összesen           | 19        | 2         | 0     | 0     | 0          | 0          | 3     | 0     | 22     | 2      |
| Barcelona            | 2020–21          | La Liga            | 14        | 1         | 3     | 0     | 1          | 0          | —     | —     | 18     | 1      |
| Barcelona            | Összesen         | Összesen           | 14        | 1         | 3     | 0     | 1          | 0          | 0     | 0     | 18     | 1      |
| RB Leipzig           | 2021–22          | Bundesliga         | 2         | 0         | 1     | 0     | 3          | 0          | —     | —     | 6      | 0      |
| RB Leipzig           | Összesen         | Összesen           | 2         | 0         | 1     | 0     | 3          | 0          | 0     | 0     | 6      | 0      |
| Valencia (kölcsön)   | 2021–22          | La Liga            | 14        | 0         | 4     | 0     | —          | —          | —     | —     | 18     | 0      |
| Valencia (kölcsön)   | 2022–23          | La Liga            | 24        | 0         | 3     | 1     | —          | —          | 1     | 0     | 28     | 1      |
| Valencia (kölcsön)   | Összesen         | Összesen           | 38        | 0         | 7     | 1     | 0          | 0          | 1     | 0     | 46     | 1      |
| Getafe (kölcsön)     | 2023–24          | La Liga            | 14        | 0         | 0     | 0     | —          | —          | —     | —     | 14     | 0      |
| Celta Vigo (kölcsön) | 2024–25          | La Liga            | 19        | 0         | 2     | 0     | —          | —          | —     | —     | 21     | 0      |
| Celta Vigo           | 2025–26          | La Liga            | 0         | 0         | 0     | 0     | —          | —          | —     | —     | 0      | 0      |
| KARRIER ÖSSZESEN     | KARRIER ÖSSZESEN | KARRIER ÖSSZESEN   | 106       | 3         | 13    | 1     | 4          | 0          | 4     | 0     | 127    | 4      |

1. ↑  Mérkőzése(i) a Segunda División B play-offs-ban
2. 1 2  Mérkőzése(i) a Bajnokok Ligájában
3. ↑  Mérkőzése(i) a Supercopa-ban

### A válogatottban
2024. szeptember 10-i állapot szerint.
| Guinea   | Guinea | Guinea |
| Év       | Mérk.  | Gólok  |
| -------- | ------ | ------ |
| 2022     | 10     | 0      |
| 2023     | 9      | 1      |
| 2024     | 6      | 0      |
| ÖSSZESEN | 25     | 1      |

## Sikerei, díjai

### Klub
Barcelona
- Spanyol kupa: 2020–21

 RB Leipzig
- Német Kupa: 2021/22

### Közösségi platformok
- Ilaix Moriba a Facebookon
- Ilaix Moriba az Instagramon
- Ilaix Moriba a Twitteren

### Egyéb weboldalak
- Ilaix Moriba adatlapja a Valencia CF weboldalán (angolul)
- Ilaix Moriba adatlapja Archiválva 2022. július 24-i dátummal a Wayback Machine-ben az RB Leipzig hivatalos weboldalán (angolul)
- Ilaix Moriba adatlapja a Transfermarkt oldalon (angolul)
- Ilaix Moriba adatlapja a Soccerway oldalon (angolul)